# Amazon Awakens
Pour plus de détails, voir Fiche technique et Distribution.
Amazon Awakens est un court métrage documentaire américain réalisé par les studios Disney, et sortie le 29 mai 1944.

## Synopsis
Le film présente sur la gigantesque plantation de caoutchouc Fordlândia.

## Fiche technique
- Titre original : Amazon Awakens
- Série : court-métrage commercial
- producteur : Walt Disney
- Production : Walt Disney Studios[1]
- Distributeur : Coordinator of Inter-American Affairs
- Date de sortie : 29 mai 1944
- Format d'image : Couleur (Technicolor)
- Durée : 4 min
- Langue : (en)
- Pays :  États-Unis

## Commentaires
Durant le voyage en Amérique du Sud  de Walt Disney et quelques animateurs débuté le 17 août 1941 pour une mission au caractère en partie diplomatique, l'équipe a visité la gigantesque plantation de caoutchouc Fordlândia conçu par Henry Ford.
Le film a fait l'objet d'une adaptation en bande dessinée.